# Фесикова, Анастасия Валерьевна
Анастаси́я Вале́рьевна Фе́сикова (до 2013 года — Зу́ева; род. 8 мая 1990, Воскресенск, Московская область) — российская пловчиха, специализируется в плавании на спине. Вице-чемпионка Олимпийских игр 2012 года, чемпионка мира (2011), трёхкратная вице-чемпионка мира (2009, 2011), четырёхкратная чемпионка Европы и многократная чемпионка России. Рекордсменка России на дистанциях 50 м, 100 м, 200 м и рекордсменка Европы на дистанции 200 м в плавании на спине. Экс рекордсменка мира.

## Биография
Представляет ЦСКА. Тренируется в Пензе у заслуженного тренера России Натальи Козловой.
Окончила факультет физической культуры Пензенского государственного педагогического университета имени В. Г. Белинского.
Олимпийские игры 2008

Участвовала в Олимпийских играх 2008 года в Пекине, где заняла 4-е место на дистанции 200 м на спине (0,75 сек от третьего места) и 5-е место на дистанции 100 м на спине (0,06 сек от третьего места).
Чемпионат мира по водным видам спорта 2009

На чемпионате мира 2009 года в Риме установила два мировых рекорда на дистанциях 50 и 100 метров на спине в полуфинальных заплывах. В финалах на обеих дистанциях показывала ещё более высокие результаты, но соперницы оказывались быстрее, оставив Зуеву с серебром на стометровке и 200-метровке и лишь четвёртой на «полтиннике». При этом на 100-метровке британка Джемма Споффорт выиграла у Зуевой 0,06 сек, а на 200-метровке знаменитая Кирсти Ковентри из Зимбабве опередила россиянку на 0,13 сек.
Чемпионат Европы по водным видам спорта 2010

Из-за травмы спины (межпозвоночная грыжа) была вынуждена пропустить чемпионат Европы 2010 года.
Чемпионат мира по водным видам спорта 2011

На чемпионате мира 2011 года в Шанхае на 100-метровке уступила лишь 0,01 сек. китаянке Чжао Цзин. Через 2 дня выиграла золото на неолимпийской дистанции 50 м на спине, впервые став чемпионкой мира. Золото Зуевой стало первым для советских/российских пловчих на чемпионатах мира в 50-метровых бассейнах, выигранным в любом виде плавания, кроме брасса.
Олимпийские игры 2012

На Олимпийских играх 2012 года в Лондоне завоевала серебряную медаль на дистанции 200 метров на спине с результатом 2:05,92. Золото выиграла американка Мисси Франклин с мировым рекордом 2:04,06. На дистанции 100 метров на спине Зуева заняла 4-е место.
Универсиада 2013

На летней Универсиаде 2013 года в Казани на дистанции 100 м на спине выиграла золотую медаль, установив новый рекорд Универсиады. Через два дня выиграла золотую медаль на дистанции 50 м на спине. На следующий день в составе сборной России Юлии Ефимовой, Вероники Поповой и Виктории Андреевой завоевала золото в комбинированной эстафете 4×100 м.

### Личная жизнь
16 августа 2013 года Анастасия Зуева вышла замуж за бронзового призёра Олимпийских игр 2012 года в Лондоне Сергея Фесикова и взяла его фамилию. 7 июня 2014 года у пары родился сын Максим.

## Награды
- Медаль ордена «За заслуги перед Отечеством» I степени (13 августа 2012 года) — за большой вклад в развитие физической культуры и спорта, высокие спортивные достижения на Играх XXX Олимпиады 2012 года в городе Лондоне (Великобритания)[13].
- Почётная грамота Президента Российской Федерации (19 июля 2013 года) — за высокие спортивные достижения на XXVII Всемирной летней универсиаде 2013 года в городе Казани[14].
- Заслуженный мастер спорта России (20 июля 2009 года)[15].